# Закон о соглашениях Уругвайского раунда
Закон о соглашениях Уругвайского раунда (англ. Uruguay Round Agreements Act (URAA); Pub.L. 103—465, 108 Stat. 4809, принят 8 декабря 1994 года) — закон, принятый Конгрессом США и имплементирующий в США Марракешское соглашение 1994 года. Марракешское соглашение стало финальной частью Уругвайского раунда переговоров, трансформировавшего Генеральное соглашение по тарифам и торговле (ГАТТ) во Всемирную торговую организацию (ВТО). После вступления закона в силу, в США возобновилась защита авторских прав на некоторые произведения, которые ранее перешли в общественное достояние.

## Законодательная история
Президент США Билл Клинтон направил законопроект для URAA в Конгресс 27 сентября 1994 года, где он был введён в Палату представителей под номером H.R. 5110 и в Сенат как S. 2467. Законопроект был рассмотрен по специальной ускоренной процедуре, при которой ни одна из палат не может его изменять. Палата представителей приняла законопроект 29 ноября; Сенат принял его уже 1 декабря. Президент Клинтон подписал закон 8 декабря 1994 года как Pub.L. 103—465. URAA вступил в силу 1 января 1995 года. Посредством URAA был внесён ряд технических поправок в положения об авторских правах через Закон о технических поправках в авторском праве (H.R. 672, подписанный как Pub. L. 105-80) в 1997 году.

## Изменения в авторском праве США
Раздел V URAA внёс несколько изменений в законодательство об авторском праве США. Были внесены поправки в Раздел 17 («Авторское право») Кодекса Соединенных Штатов Америки, включив в него полностью переработанную статью 104А о восстановлении авторских прав на иностранные произведения и включив новую Главу 11, содержащую запрет на пиратские аудио- и видеозаписи концертных выступлений. В Разделе 18 Кодекса США появилась новая статья (2319A) с подробным описанием штрафных мер за нарушение нового запрета.

### Восстановление авторских прав
1 марта 1989 года США присоединились к Бернской конвенции посредством её подписания и принятием Закона об имплементации Бернской конвенции (BCIA) 1988 года. В статье 18 Бернской конвенции указано, что договор охватывает все работы, которые на момент подписания были ещё защищены авторским правом в стране их создания, а также те, которые не перешли в общественное достояние в стране, где авторское право было востребовано. Следовательно, США должны были предоставить авторские права на иностранные произведения, которые никогда не были защищены авторским правом США до этого. Но государство отвергло это требование Бернской конвенции и применило правила договора только на произведения, впервые опубликованные после 1 марта 1989 года. Иностранные произведения, которые не были охвачены другими договорами, и не охранявшиеся до этого в США, так и остались без защиты в этой стране.
США подверглись резкой критике из-за одностороннего расторжения обратной силы Бернской конвенции, определенной в статье 18, что в конечном итоге подвигло Соединённые Штаты изменить свою точку зрения. Авторские изменения, реализуемые URAA в 17 USC 104А исправили ситуацию и вывели законодательство США на соответствие с требованиями Бернской конвенции.
Благодаря 17 USC 104А авторские права многих произведений зарубежных авторов, прежде никогда не охраняемых авторским правом в США, получили защиту в этом государстве, как если бы они никогда не переходили в общественное достояние.
Затронутыми законом работами стали те, которые были в общественном достоянии в США по причине отсутствия международных соглашений между США и страной происхождения произведения, или из-за невыполнения Соединённым Штатами регистрации авторских прав и отсутствием уведомления. Также закон повлиял на работы, которые ранее были защищены авторским правом в США, но перешли в общественное достояние из-за отказа продлевать срок их охраны. Закон определяет эти произведения как «восстановленные работы» (англ. restored works), а возобновлённая или приобретённая ими защита названа «восстановленное авторское право» (англ. restored copyright), несмотря на то, что многие из таких работ до этого так никогда и не защищались в США, чтобы их восстанавливать.
Восстановление авторских прав вступило в силу 1 января 1996 года для работ из стран, которые на тот момент подписали Бернскую конвенцию, были членами Всемирной торговой организации (ВТО), подписали Договор ВОИС по авторскому праву или Договор ВОИС по исполнениям и фонограммам. Восстановление авторского права на произведения из других стран вступило в силу на самую раннюю из дат присоединения страны к одному из этих четырёх договоров.

### Административные процедуры
URAA также внёс в 17 USC 104A административные процедуры, касающихся случаев, когда кто-то добросовестно использовал произведение, бывшее ранее в общественном достоянии и на которое восстановили авторские права путём вступления в силу URAA
В частности, правообладатели должны были подать специальное уведомление о восстановлении авторских прав на используемое произведение. Уведомление должно было быть подано в Бюро авторского права США и становилось общедоступным. Применять какие-либо действия в отношении пользователя, использующего труд без разрешения, правообладатель имел право только после подачи упомянутого уведомления.

### Проблемы восстановления
Восстановление авторских прав посредством URAA поставило в американском обществе вопрос о нарушении Конституции Соединённых Штатов.
В судебном разбирательстве Голана против Холдера, как в случае с CTEA и URAA иск был подан в подозрение на нарушение пункта 8 отдела 8 первой статьи Конституции США, дающей Конгрессу власть «поощрять развитие наук и полезных искусств, ограждая на ограниченный срок права собственности авторов и изобретателей на их произведения и открытия». По мнению истцов, URAA нарушил «ограниченность» срока авторского права, вернув его из общественного достояния и реанимировав его снова, что не способствует прогрессу науки или искусства. Кроме того, истцы утверждали URAA нарушает первую и пятую поправки Конституции. Иск был отклонён судом Соединённых Штатов по округу Колорадо, но решение было обжаловано в Апелляционном суде десятого округа, отменившем решение окружного суда, постановив заново проверить нарушение первой поправки Конституции.
3 апреля 2009 по делу Голана против Холдера, судья Льюис Бэбкок в Окружном суде Колорадо рассмотрел нарушение первой поправки Конституции. Суд постановил, что Раздел 514 URAA раздел значительно шире, чем это требуется для достижения государственных интересов. Восстановив авторские права на определённые произведения, и требуя роялти по истечении одного года после восстановления авторских прав, Конгресс США превысил свои конституционные полномочия.
7 марта 2011 года, Верховный суд США получил истребование дела от Голана и других. 18 января 2012 года Верховный суд оставил в силе URAA после голосования с результатом 6 против 2. Мнение большинства выражено судьёй Рут Гинзбург, мнение меньшинства поддержано судьёй Стивеном Брайером.
Второй иск рассматривался в рамках дела Luck’s Music Library, Inc. против Гонзалеса, но был отклонён.

## Фильмы, бывшие достоянием общественности
В США авторские права на ряд известных фильмов были восстановлены в результате принятия URAA. Среди них такие картины, как «Метрополис» (1927), «Шантаж» (1929), «39 ступеней» (1935) и «Третий человек» (1949).